# 南原ダム
南原ダム（なばらダム）は、広島県広島市安佐北区可部町（旧・安佐郡可部町）大字南原、一級河川・太田川水系南原川に建設されたダム。高さ85.5メートルのロックフィルダムで、中国電力の発電用ダムである。同社の揚水式水力発電所・南原発電所の下池を形成。上池・明神ダム（みょうじんダム）と間で水を往来させ、最大62万キロワットの電力を発生する。

## 歴史
第二次世界大戦末期に原子爆弾が投下され、大きな被害を受けた広島市であったが、終戦の日を迎えてからは急速な復興と発展を見せていた。しかしその反面、増え続ける電力需要に対し供給力が追いつかないというバランスの悪い状態に陥っていた。中国電力は火力発電所や原子力発電所と連携がとれ、電力系統の強化が期待できる揚水発電所の建設を計画。建設予定地として電力の大消費地である広島市より20キロメートルという至近である安佐郡可部町（現・広島市安佐北区可部町）に決定した。この地点は1974年（昭和49年）に運転開始する島根原子力発電所へと通じる22万ボルトの送電線・山陰幹線（1973年完成）が経由し、深夜に揚水運転のための電源供給が容易である点も有利であるとされた。開発にあたって南原ダム・明神ダムの2基が建設されることになり、周辺から土砂や岩石が豊富に得られることから、形式としては2基ともロックフィルダムが選択された。両ダムの建設が完了し、南原発電所は1976年（昭和51年）7月5日より運転を開始。1968年（昭和43年）運用開始した新成羽川（しんなりわがわ）発電所に続く、中国電力第2の揚水発電所であった。

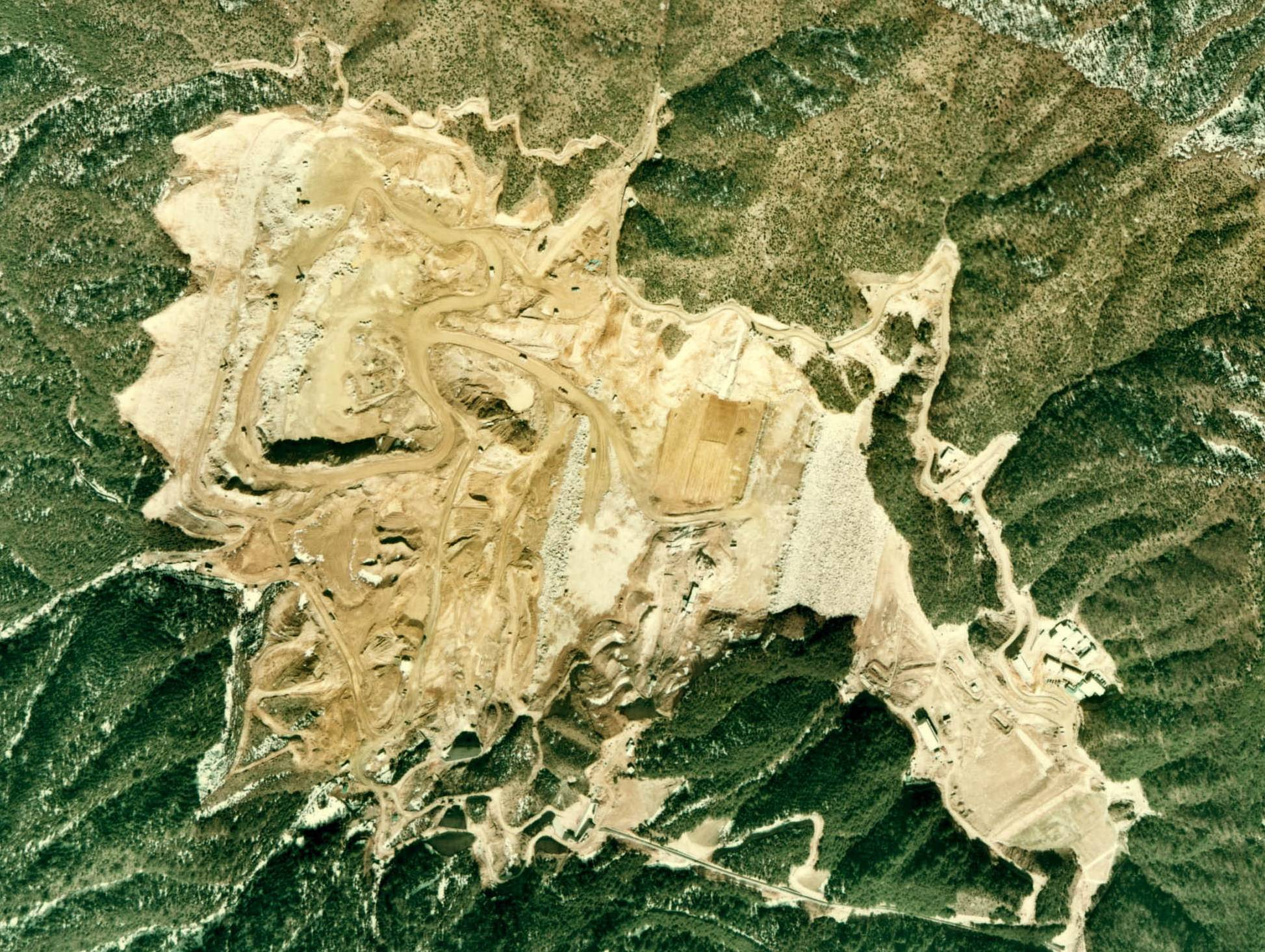
明神ダムの建設

## 周辺
南原発電所が建設された南原峡は、広島市で瀬戸内海に注ぐ太田川の支流・南原川が形成する景勝地である。山陽自動車道・広島インターチェンジから国道54号・可部バイパスを北上し、南原川上流に向かって広島県道253号南原峡線を進むと南原ダムが見えてくる。発電所は南原ダム右岸側の地下空間にあり、31万キロワットの水車発電機が2台設置されている。
この南原峡は1967年（昭和42年）に広島県立自然公園に指定された自然豊かな場所で、南原発電所建設時には天然の滝である加賀津の滝や石采の滝に自然の渓流水が流入するよう引水するなど自然環境に配慮している。南原ダムの下流には中国電力の社内研修施設である南原研修所があり、体育館や野球場、テニスコートやプールといった各種運動施設の利用を地域に提供している。
一方の明神ダムは南原ダムの直上流にあるが、通じる道路は途中にゲートが設けられ、関係者以外の車の進入が制限されている。